# Liste der Bodendenkmale in Winsen (Luhe)
In der Liste der Bodendenkmale in Winsen (Luhe) sind alle Bodendenkmale der niedersächsischen Gemeinde Winsen (Luhe) aufgelistet. Die Quelle ist der Denkmalatlas Niedersachsen. Der Stand der Liste ist der 18. August 2024.

## Allgemein
In den Spalten finden sich folgende Informationen des Bodendenkmales :
- Lage        : geographische Koordinaten
- Bezeichnung : Bezeichnung lt. Denkmalatlas
- Beschreibung: Beschreibung lt. Denkmalatlas
- ID          : Objekt-ID
- Bild        : Bild, ggf. zusätzlich mit Link zu weiteren Fotos im Medienarchiv Wikimedia Commons.

## Hoopte
| Lage                        | Bezeichnung     | Beschreibung | ID       | Bild |
| --------------------------- | --------------- | --- | -------- | ---- |
| 53° 22′ 7″ N, 10° 9′ 20″ O  | Hoopte 3, Deich | Historischer Deichzug „Achterdeich“, bereits auf der kurhannoverschen Landesaufnahme verzeichnet. Deichlänge in der Gmkg. ca. 1,4 km.                                        | 28952324 | BW   |
| 53° 23′ 18″ N, 10° 7′ 46″ O | Hoopte 5, Deich | Historischer Deich. Er verlief zwischen dem „Achterdeich“ nördlich von Stelle und dem „Kleinen Brack“. L. in der Gmkg. ca. 1,2 km.                                           | 28952322 | BW   |
| 53° 23′ 51″ N, 10° 9′ 54″ O | Hoopte 6, Deich | Historischer Deichzug. In der Ortslage Hoopte, zwischen der Gemeindegrenze zu Fliegenberg im NW und dem Ilmenau-Sperrwerk. Name: „Alter Elbdeich“, L. in der Gmkg. ca. 3 km. | 28952323 | BW   |

## Laßrönne
| Lage                         | Bezeichnung        | Beschreibung | ID       | Bild |
| ---------------------------- | ------------------ | --- | -------- | ---- |
| 53° 22′ 54″ N, 10° 13′ 20″ O | Laßrönne 20, Deich | Historischer Deich, genannt „Sanddeich“. Beginnend südwestlich von Laßrönne, östl. von Stöckte, z. T, südl. des lmenaukanals erhalten. L. in der Gmkg. ca. 1,5 km | 28952328 | BW   |
| 53° 23′ 35″ N, 10° 13′ 45″ O | Laßrönne 22, Deich | Historischer Deich. Von Haue über die Ortslage Laßrönne nach O führend, „Alter Elbdeich“, L. in der Gmkg. ca. 3,2 km.                                             | 28952329 | BW   |
| 53° 23′ 33″ N, 10° 15′ 16″ O | Laßrönne 25, Deich | Historischer Deichzug. Zwischen altem Elbdeich im W und Krümser Achterdeich im Osten gelegen. L. in der Gmkg. ca. 0,5 km.                                         | 28952831 | BW   |

## Pattensen
| Lage                        | Bezeichnung             | Beschreibung | ID       | Bild |
| --------------------------- | ----------------------- | --- | -------- | ---- |
| 53° 19′ 43″ N, 10° 8′ 25″ O | Pattensen 10, Grabhügel | Oval, flach, 15 m lang, 10 m breit, H. 0,8 m. | 28959401 | BW   |
| 53° 19′ 44″ N, 10° 8′ 21″ O | Pattensen 11, Grabhügel | Breit, flach, gut erhalten. Dm. 15 m, H. 1 m. | 28959402 | BW   |
| 53° 19′ 45″ N, 10° 8′ 20″ O | Pattensen 12, Grabhügel | Kräftig gewölbt, Zaunpfähle eingegraben, sonst gut erhalten. Dm. 17 m, H. 1,6 m. | 28959403 | BW   |
| 53° 19′ 44″ N, 10° 8′ 19″ O | Pattensen 13, Grabhügel | Sanft gewölbt, sehr gut erhalten. Dm. 15 m, H. 1,4 m. | 28959404 | BW   |
| 53° 19′ 43″ N, 10° 8′ 19″ O | Pattensen 14, Grabhügel | Sanft gewölbt, sehr kleine Eingrabung in der Mitte, vermutlich Schützenloch, sonst gut erhalten. Dm. 15 m, H. 1,2 m.                                                                                                  | 28959405 | BW   |
| 53° 19′ 34″ N, 10° 5′ 44″ O | Pattensen 18, Grabhügel | Flach, weit auseinandergewühlt, von jüngeren Hochackerfeld überprägt. Dm. 20 m, H. 1 m. | 28959420 | BW   |
| 53° 19′ 48″ N, 10° 8′ 11″ O | Pattensen 20, Grabhügel | Flach gewölbt, vermutlich unversehrt. Dm. 12 m, H. 0,7 m. | 28959425 | BW   |
| 53° 19′ 48″ N, 10° 8′ 13″ O | Pattensen 21, Grabhügel | Flach gewölbt. An Südseite von Weg angeschnitten, Westbereich abgegraben. Dm. 14 m, H. 0,7 m. | 28959426 | BW   |
| 53° 19′ 48″ N, 10° 8′ 15″ O | Pattensen 22, Grabhügel | Durch Kaninchen und Windwurf sehr stark zerwühlt. Dm. 12 m, H. 0,8 m. | 28959427 | BW   |
| 53° 19′ 47″ N, 10° 8′ 13″ O | Pattensen 23, Grabhügel | Aufgesetzt auf leichte Bodenwelle, welche den Wegezug begleitet, flach gewölbt. Dm. 14 m, H. 0,8 m | 28959429 | BW   |
| 53° 19′ 47″ N, 10° 8′ 16″ O | Pattensen 24, Grabhügel | Flach, Vom Weg angeschnitten. Erdentnahme zur Wegebesserung. In jüngerer Zeit mit Kompost angedeckt. Dm. 13 m, H. 0,7 m.                                                                                              | 28959430 | BW   |
| 53° 19′ 46″ N, 10° 8′ 17″ O | Pattensen 25, Grabhügel | Über den Hügel führt ein Weg, der lange Zeit von der Müllabfuhr befahren wurde. Die Müllkuhleist inzwischen geschlossen und der Weg wird nicht mehr befahren. 1978 teilweise restauriert. Dm. 20 m, H. 1 m.           | 28959524 | BW   |
| 53° 19′ 44″ N, 10° 7′ 53″ O | Pattensen 26, Grabhügel | Auf Geländekante gelegener wuchtiger Grabhügel, nur leicht beschädigt. Dm. 15 m, H. 1,6 m. | 28959526 | BW   |
| 53° 19′ 44″ N, 10° 7′ 55″ O | Pattensen 27, Grabhügel | Gleichmäßig gewölbt, gut erhalten. Dm. 15 m, H. 1,2 m. | 28959527 | BW   |
| 53° 19′ 43″ N, 10° 7′ 54″ O | Pattensen 28, Grabhügel | Tierbaue. Dm. 15 m, H. 0,8 m. | 28959528 | BW   |
| 53° 19′ 43″ N, 10° 7′ 56″ O | Pattensen 29, Grabhügel | Erhebliche Eingrabungen. Dm. 15 m, H. 0,8 m. | 28959428 | BW   |
| 53° 19′ 43″ N, 10° 7′ 57″ O | Pattensen 30, Grabhügel | Erhebliche ältere Eingrabungen, die vermutlich nur flach sind. Dm. 15 m, H. 0,8 m. | 28959530 | BW   |
| 53° 19′ 44″ N, 10° 7′ 59″ O | Pattensen 31, Grabhügel | Alte Angrabung von Westen her, Kern vermutlich unversehrt. Dm. 15 m, H. 0,9 m. | 28959531 | BW   |
| 53° 19′ 43″ N, 10° 7′ 59″ O | Pattensen 32, Grabhügel | Durchmesser ca. 16 Meter und Höhe ca. 1,6 Meter. | 28959532 | BW   |
| 53° 19′ 44″ N, 10° 8′ 1″ O  | Pattensen 33, Grabhügel | Sanft gewölbt, ältere Eingrabungen. Dm. 15 m, H. 0,9 m. | 28959534 | BW   |
| 53° 19′ 45″ N, 10° 8′ 3″ O  | Pattensen 34, Grabhügel | Kräftig gewölbt; überpflügt, sonst gut erhalten. Dm. 15 m, H. 1,4 m. | 28959535 | BW   |
| 53° 19′ 34″ N, 10° 8′ 1″ O  | Pattensen 37, Grabhügel | Im Westen etwa 7 m abgepflügt (jetzt Weide), im Nordteil alte verwaschene flache Eingrabung. Dm. 20 m, H. 1,8 m. | 28959537 | BW   |
| 53° 19′ 0″ N, 10° 9′ 27″ O  | Pattensen 40, Grabhügel | Grabhügelrest auf der Kuppe des „Garlsbergs“. In Südseite Eingrabung 2 × 1,5 × 0,6 m, von Westen und Osten durch etwa 5 m tiefe Kiesgruben angeschnitten. Westhälfte alt abgegraben. Dm. ursprünglich 15 m, H. 1,6 m. | 28959538 | BW   |

## Rottorf
| Lage                         | Bezeichnung          | Beschreibung | ID       | Bild |
| ---------------------------- | -------------------- | --- | -------- | ---- |
| 53° 20′ 50″ N, 10° 19′ 20″ O | Rottorf 2, Deich     | | 28952337 | BW   |
| 53° 20′ 41″ N, 10° 18′ 49″ O | Tönnhausen 28, Deich | Historischer Deichzug. Vom N-Ufer des Ilmenaukanals bei Nettelberg über Mover bis nach Rottorf. „Name: Vie(h)deich“. | 28952334 | BW   |

## Scharmbeck
| Lage                        | Bezeichnung              | Beschreibung | ID       | Bild |
| --------------------------- | ------------------------ | --- | -------- | ---- |
| 53° 20′ 46″ N, 10° 7′ 10″ O | Scharmbeck 10, Grabhügel | Von Grenzgraben der Gemeindegrenze überschnitten; an Westseite sehr alte, flache Eingrabung. Dm. 13 m, H. 1,2 m. | 28961720 | BW   |
| 53° 20′ 45″ N, 10° 7′ 10″ O | Scharmbeck 11, Grabhügel | Oberflächlich stark zerwühlt. Einige größere Steine lassen vermuten, dass Steinkreis herausgerissen wurde. Kleinere ältere Eingrabung am Südrand hat großen Findling freigelegt, der gespalten wurde. Dm. 13 m, H. 0,7 m. | 28961721 | BW   |
| 53° 20′ 44″ N, 10° 7′ 10″ O | Scharmbeck 12, Grabhügel | Erhebliche ältere Eingrabungen. Dm. 17 m, H. 1,4 m. | 28961723 | BW   |
| 53° 19′ 58″ N, 10° 7′ 47″ O | Scharmbeck 14, Grabhügel | Erhebliche ältere Eingrabungen. Dm. 17 m, H. 1,4 m. | 28959533 | BW   |
| 53° 19′ 59″ N, 10° 7′ 49″ O | Scharmbeck 15, Grabhügel | Wuchtig, erhebliche ältere Eingrabungen in der Mitte. Dm. 15 m; H. 1,6 m. | 28959539 | BW   |
| 53° 19′ 52″ N, 10° 6′ 58″ O | Scharmbeck 17, Grabhügel | Südliche Hälfte durch Wegeinschnitt vernichtet. Rest gut erhalten. Dm. 10 m; H. 0,7 m. | 28959540 | BW   |
| 53° 20′ 6″ N, 10° 9′ 11″ O  | Scharmbeck 22, Grabhügel | Wuchtig. Leichte Angrabung im SW, sonst gut erhalten. Dm. 20 m, H. 1,8 m. | 28959542 | BW   |
| 53° 19′ 55″ N, 10° 5′ 59″ O | Scharmbeck 25, Grabhügel | Mäßig gewölbt, überpflügt, sonst unversehrt. Dm. 10 m, H. 0,7 m. | 28959543 | BW   |
| 53° 19′ 52″ N, 10° 6′ 31″ O | Scharmbeck 26, Grabhügel | Ostwärtige Hälfte abgetragen. Dm. 17 m, H. 1 m. | 28959544 | BW   |
| 53° 19′ 53″ N, 10° 6′ 30″ O | Scharmbeck 27, Grabhügel | Steil, sehr wuchtig. Umlaufender Graben lässt den Ausbruch eines Steinkreises aus großen Findlingen vermuten. Dm. 17 m, H. 2,5 m.                                                                                         | 28959545 | BW   |
| 53° 20′ 27″ N, 10° 6′ 25″ O | Scharmbeck 28, Grabhügel | Wuchtig, von Grenzgraben oberflächlich angeschnitten und auch sonst oberflächlich zerwühlt. Beiderseits sehr stark ausgefahrene Wegespuren. Dm. 20 m, H. 2,1 m.                                                           | 28959529 | BW   |
| 53° 20′ 28″ N, 10° 6′ 26″ O | Scharmbeck 29, Grabhügel | Flach, Dm. 12 m, H. 0,7 m. | 28959548 | BW   |
| 53° 20′ 27″ N, 10° 6′ 27″ O | Scharmbeck 30, Grabhügel | Sehr wuchtig. Neuere Eingrabung in der Mitte, großer Trichter. Dm. 17 m, H. 2,5 m. | 28959549 | BW   |
| 53° 20′ 27″ N, 10° 6′ 29″ O | Scharmbeck 31, Grabhügel | Sehr wuchtig. 1973 neuerer Graben von NW bis zur Mitte. Dm. 21 m, H. 1,8 m. | 28959551 | BW   |
| 53° 20′ 26″ N, 10° 6′ 31″ O | Scharmbeck 32, Grabhügel | Kräftig gewölbt; stark mit neueren Eingrabungen beschädigt, doch dürften diese kaum den Kern berühren. Dm. 17 m, H. 1,7 m.                                                                                                | 28959550 | BW   |
| 53° 20′ 25″ N, 10° 6′ 26″ O | Scharmbeck 33, Grabhügel | Auf Bodenwelle aufgesetzt, flach, ältere Eingrabungen und Kaninchenbaue. Dm. 13 m, H. 1 m. | 28959648 | BW   |
| 53° 20′ 22″ N, 10° 6′ 41″ O | Scharmbeck 36, Grabhügel | Flach, von flachem Grenzgraben überschnitten. Im N und S von alten Wegespuren leicht angeschnitten; gut erhalten. Dm. 10 m, H. 0,7 m.                                                                                     | 28959651 | BW   |
| 53° 20′ 25″ N, 10° 6′ 42″ O | Scharmbeck 37, Grabhügel | Flach, sehr gut erhalten. Dm. 10 m, H. 0,8 m. | 28959547 | BW   |
| 53° 20′ 26″ N, 10° 6′ 44″ O | Scharmbeck 38, Grabhügel | Zerwühlt, vermutlich nur oberflächlich tiefe Furchen vom Streifenpflug. Dm. 15 m, H. 1,5 m. | 28959652 | BW   |
| 53° 20′ 26″ N, 10° 6′ 46″ O | Scharmbeck 39, Grabhügel | Im NO große Abgrabung, die etwa den halben Hügel entfernt hat. Dm. 15 m, H. 1,3 m. | 28959655 | BW   |
| 53° 20′ 24″ N, 10° 6′ 45″ O | Scharmbeck 40, Grabhügel | Kräftig gewölbt, überpflügt. Kleine Eingrabung in der Mitte (ca. 1 × 1,5 m) und am Ostrand (1 × 1 m) hat Randsteine freigelegt. Dm. 14 m, H. 1,5 m.                                                                       | 28959654 | BW   |
| 53° 20′ 25″ N, 10° 6′ 47″ O | Scharmbeck 41, Grabhügel | Kräftig gewölbt. Umlaufender Ausbruchgraben eines Steinkreises; in der Mitte Einsenkung durch Tierbaue. Dm. 14 m, H. 1,5 m.                                                                                               | 28959656 | BW   |
| 53° 20′ 24″ N, 10° 6′ 48″ O | Scharmbeck 42, Grabhügel | Kräftig gewölbt, kleine Eingrabung in der Mitte, überpflügt, gut erhalten. Dm. 14 m, H. 1,4 m. | 28959647 | BW   |
| 53° 20′ 24″ N, 10° 6′ 50″ O | Scharmbeck 43, Grabhügel | Kräftig gewölbt, in der Mitte alte, trichterförmige große Eingrabung. Von Süden 2 - 3 m abgegraben (Wochenendhaus). Dm. 15 m, H. 1,6 m.                                                                                   | 28959657 | BW   |
| 53° 20′ 26″ N, 10° 6′ 50″ O | Scharmbeck 44, Grabhügel | Breit gewölbt. Drei große alte Eingrabungen. Großer Ausbruchgraben. Dm. 15 m, H. 1,3 m. | 28959658 | BW   |
| 53° 20′ 27″ N, 10° 6′ 50″ O | Scharmbeck 45, Grabhügel | Rund, Rand abgesetzt; Kuppelmulde, Tierbauten. Dm. 17 m, H. 1,5 m. | 28959659 | BW   |
| 53° 20′ 28″ N, 10° 6′ 50″ O | Scharmbeck 46, Grabhügel | Wuchtig, Mitte eingesunken durch Fuchsbau. Dm. 15 m, H. 1,6 m. | 28959660 | BW   |
| 53° 20′ 30″ N, 10° 6′ 51″ O | Scharmbeck 47, Grabhügel | Wuchtig, durch alte Eingrabungen und Kaninchenbaue zerwühlt. Dm. 15 m, H. 1,3 m. | 28959661 | BW   |
| 53° 20′ 29″ N, 10° 6′ 48″ O | Scharmbeck 48, Grabhügel | Erhebliche Eingrabungen im Hügelzentrum, vermutlich Stellungsbauten. Dm. 15 m, H. 1,5 m. | 28959662 | BW   |
| 53° 20′ 31″ N, 10° 6′ 46″ O | Scharmbeck 49, Grabhügel | Breit, flach, gut erhalten. Dm. 14 m, H. 0,8 m. | 28959663 | BW   |
| 53° 20′ 31″ N, 10° 6′ 44″ O | Scharmbeck 50, Grabhügel | Sehr wuchtig, alte vernarbte Eingrabungen bzw. eingefallene Kaninchenbaue, gut erhalten. Dm. 20 m, H. 1,6 m. | 28959664 | BW   |
| 53° 20′ 31″ N, 10° 6′ 46″ O | Scharmbeck 51, Grabhügel | Alte Eingrabung in der Mitte. Dm. 10 m, H. 0,7 m. | 28959665 | BW   |
| 53° 20′ 32″ N, 10° 6′ 44″ O | Scharmbeck 52, Grabhügel | Sehr flach, Mitte eingesunken, Kaninchenbaue. Dm. 12 m, H. 0,6 m. | 28959666 | BW   |
| 53° 20′ 32″ N, 10° 6′ 43″ O | Scharmbeck 53, Grabhügel | Flach mit alter vernarbter, tiefer Eingrabung in der Mitte. Dm. 9 m, H. 0,7 m. | 28959667 | BW   |
| 53° 20′ 33″ N, 10° 6′ 42″ O | Scharmbeck 54, Grabhügel | Kräftig gewölbt; gut erhalten. Dm. 10 m, H. 1,3 m. | 28959668 | BW   |
| 53° 20′ 31″ N, 10° 6′ 42″ O | Scharmbeck 55, Grabhügel | Kräftig gewölbt, kleinere alte Eingrabung, von Grenzgraben überschnitten, sonst gut erhalten. Dm. 15 m, H. 1,6 m. | 28959669 | BW   |
| 53° 20′ 31″ N, 10° 6′ 41″ O | Scharmbeck 56, Grabhügel | In der Mitte alte Zerwühlung von Kaninchen und Stellungslöchern. Dm. 15 m, H. 1,3 m. | 28959670 | BW   |
| 53° 20′ 12″ N, 10° 7′ 48″ O | Scharmbeck 58, Grabhügel | Am Westhang des Mangelberges gelegen. Flach, NO-Hälfte abgetragen (Acker). Dm. 15 m, H. 0,7 m. | 28959672 | BW   |
| 53° 20′ 22″ N, 10° 6′ 44″ O | Scharmbeck 62, Grabhügel | Stark zerwühlt. Große alte Eingrabung von WSW. Beiderseits zahlreiche Wegespuren, die nach SO in tiefe Hohlwege übergehen. Dm. 15 m, H. 1,2 m.                                                                            | 28959673 | BW   |
| 53° 19′ 54″ N, 10° 6′ 31″ O | Scharmbeck 63, Grabhügel | Alte Eingrabung in der Mitte. Dm. 15 m, H. 2 m. | 28959674 | BW   |
| 53° 20′ 26″ N, 10° 6′ 28″ O | Scharmbeck 64, Grabhügel | Sehr flach, scheint unversehrt zu sein. Dm. 15 m, H. 1 m. | 28959649 | BW   |
| 53° 20′ 27″ N, 10° 6′ 48″ O | Scharmbeck 65, Grabhügel | Flach, sehr stark durch Tierbaue zerwühlt und auseinandergetrieben. Dm. 15 m, H. 1,2 m. | 28959675 | BW   |
| 53° 20′ 25″ N, 10° 6′ 44″ O | Scharmbeck 75, Grabhügel | Im N an weiteren Hügel grenzend. Dm. 8 m, H. 1 m. | 28959671 | BW   |
| 53° 19′ 48″ N, 10° 7′ 16″ O | Scharmbeck 77, Grabhügel | Nördlicher Teil abgetragen, insgesamt etwa 3/4 der Hügelmasse. Kern dürfte weitgehend zerstört sein. Dm. ehemals 25 m, H. 1,6 m.                                                                                          | 28959536 | BW   |
| 53° 19′ 54″ N, 10° 6′ 32″ O | Scharmbeck 78, Grabhügel | Alte Eingrabung in der Mitte. Dm. 15 m, H. 2 m. | 28961704 | BW   |

## Stöckte
| Lage                         | Bezeichnung      | Beschreibung | ID       | Bild |
| ---------------------------- | ---------------- | --- | -------- | ---- |
| 53° 23′ 32″ N, 10° 11′ 54″ O | Stöckte 2, Deich | | 28952326 | BW   |
| 53° 23′ 9″ N, 10° 12′ 18″ O  | Stöckte 3, Deich | Historischer Deichzug zwischen Mündung der Ilmenau (früher Aue) in die Elbe und Winsen, S-Teil entlang des W-Luheufers. Alter Name: Im N „Aue-Deich“, im O „Luhe-Deich“, heute Stöckter Deich. L. in der Gmkg. ca. 3,2 km. | 28952327 | BW   |
| 53° 23′ 19″ N, 10° 12′ 2″ O  | Stöckte 4, Wurt  | Mit kräftigem Damm mit dem Elbdeich verbunden, annähernd oval. Aktuelle Bebauung 1903 errichtet. L. ca. 90 m; Br. ca. 40 m; H. ca. 5,5 m NN; H. über umgebendem Gelände ca. 2,0 m.                                         | 28953973 | BW   |

## Tönnhausen
| Lage                         | Bezeichnung          | Beschreibung | ID       | Bild |
| ---------------------------- | -------------------- | --- | -------- | ---- |
| 53° 22′ 33″ N, 10° 15′ 39″ O | Tönnhausen 1, Wurt   | Annähernd oval. Dm. ca. 30 × 20 m; H. über umgebendem Gelände ca. 1,2 m. Nach S Umfassungsmauer. Eingedruckt in Kurhann. Landesaufnahme (1781). | 28954582 | BW   |
| 53° 22′ 31″ N, 10° 15′ 40″ O | Tönnhausen 2, Wurt   | Annähernd rund. Dm. ca. 60 m; H. über umgebendem Gelände ca. 0,5 m; planiert. Eingedruckt in Kurhann. Landesaufnahme (1781). | 28954583 | BW   |
| 53° 22′ 29″ N, 10° 15′ 40″ O | Tönnhausen 3, Wurt   | Annähernd rund; Dm. ca. 50 m; H. über umgebendem Gelände bis 1,0 m. Eingedruckt in Kurhann. Landesaufnahme (1781). | 28954584 | BW   |
| 53° 22′ 29″ N, 10° 15′ 37″ O | Tönnhausen 4, Wurt   | Annähernd oval; Dm. ca. 60 × 40 m; H. über umgebendem Gelände bis 1,0 m, teilweise planiert. Eingedruckt in Kurhann. Landesaufnahme (1781). | 28954585 | BW   |
| 53° 22′ 33″ N, 10° 15′ 38″ O | Tönnhausen 5, Wurt   | Annähernd oval; Dm. ca. 40 × 20 m; H. über umgebendem Gelände ca. 1,5 m. Eingedruckt in Kurhann. Landesaufnahme (1781). | 28954586 | BW   |
| 53° 22′ 33″ N, 10° 15′ 36″ O | Tönnhausen 6, Wurt   | Annähernd rund; Dm. ca. 25 m; H. über umgebendem Gelände ca. 1,2 m. Eingedruckt in Kurhann. Landesaufnahme (1781). | 28954587 | BW   |
| 53° 22′ 34″ N, 10° 15′ 37″ O | Tönnhausen 7, Wurt   | Annähernd oval; Dm. ca. 30 × 20 m; H. über umgebendem Gelände bis 1,2 m. Eingedruckt in Kurhann. Landesaufnahme (1781). | 28954588 | BW   |
| 53° 22′ 35″ N, 10° 15′ 37″ O | Tönnhausen 8, Wurt   | Annähernd oval; Dm. ca. 30 × 20 m; H. über umgebendem Gelände bis 1,3 m, teilweise Stützmauer. Eingedruckt in Kurhann. Landesaufnahme (1781). | 28954589 | BW   |
| 53° 22′ 36″ N, 10° 15′ 37″ O | Tönnhausen 9, Wurt   | Annähernd oval; Dm. ca. 25 × 20 m; H. über umgebendem Gelände bis 1,5 m. Jetzt größtenteils Umfassungsmauer. Eingedruckt in Kurhann. Landesaufnahme (1781). | 28954590 | BW   |
| 53° 22′ 38″ N, 10° 15′ 42″ O | Tönnhausen 10, Wurt  | Annähernd oval; Dm. ca. 55 × 40 m; H. über umgebendem Gelände ca. 0,6 m. Eingedruckt in Kurhann. Landesaufnahme (1781). | 28954591 | BW   |
| 53° 22′ 36″ N, 10° 15′ 43″ O | Tönnhausen 11, Wurt  | Annähernd oval; Dm. ca. 60 × 40 m; H. über umgebendem Gelände ca. 0,7 m. Eingedruckt in Kurhann. Landesaufnahme (1781). | 28954592 | BW   |
| 53° 22′ 35″ N, 10° 15′ 41″ O | Tönnhausen 12, Wurt  | Annähernd rund; Dm. ca. 45 m; H. über umgebendem Gelände bis 1,0 m. Eingedruckt in Kurhann. Landesaufnahme (1781). | 28954593 | BW   |
| 53° 22′ 35″ N, 10° 15′ 44″ O | Tönnhausen 13, Wurt  | Annähernd rund. Dm. ca. 30 m; H. über umgebendem Gelände ca. 0,5 m, teilweise von Stützmauer umgeben. Eingedruckt in Kurhann. Landesaufnahme (1781). | 28954594 | BW   |
| 53° 22′ 34″ N, 10° 15′ 42″ O | Tönnhausen 14, Wurt  | Annähernd rund. Dm. ca. 50 m; H. über umgebendem Gelände bis 0,8 m. Eingedruckt in Kurhann. Landesaufnahme (1781). | 28954595 | BW   |
| 53° 22′ 32″ N, 10° 15′ 44″ O | Tönnhausen 15, Wurt  | Annähernd oval. Dm. ca. 40 × 25 m; H. bis 0,5 m. Zur Straße kleine Stützmauer. Eingedruckt in Kurhann. Landesaufnahme (1781). | 28954596 | BW   |
| 53° 22′ 32″ N, 10° 15′ 42″ O | Tönnhausen 16, Wurt  | Annähernd oval. Dm. ca. 40 × 20 m; H. über umgebendem Gelände ca. 0,5 m, planiert. Umfassungsmauer. Eingedruckt in Kurhann. Landesaufnahme (1781). | 28954597 | BW   |
| 53° 22′ 31″ N, 10° 15′ 45″ O | Tönnhausen 17, Wurt  | Annähernd rund. Dm. ca. 45 m; H. über umgebendem Gelände ca. 0,5 m, planiert. Eingedruckt in Kurhann. Landesaufnahme (1781). | 28954598 | BW   |
| 53° 22′ 30″ N, 10° 15′ 47″ O | Tönnhausen 18, Wurt  | Annähernd oval. Dm. ca. 50 × 25 m; H. über umgebendem Gelände bis 1,0 m. Eingedruckt in Kurhann. Landesaufnahme (1781). | 28954599 | BW   |
| 53° 22′ 29″ N, 10° 15′ 48″ O | Tönnhausen 19, Wurt  | Annähernd oval. Dm. ca. 50 × 20 m; H. über umgebendem Gelände ca. 1,5 m. Eingedruckt in Kurhann. LA (1781). | 28954600 | BW   |
| 53° 22′ 28″ N, 10° 15′ 48″ O | Tönnhausen 20, Wurt  | Annähernd oval. Dm. ca. 80 × 40 m; H. über umgebendem Gelände ca. 1,3 m. Beim Abriss eines Stalles wurde 2015 baubegleitend kleines Profil angelegt, das noch zwei Meter unter der Oberkante anthropogene Schichten aufwies. Hier Keramik des 12./13. Jh. geborgen. In der Kurhann. Landesaufnahme (1781) verzeichnet. | 28954601 | BW   |
| 53° 22′ 26″ N, 10° 15′ 49″ O | Tönnhausen 21, Wurt  | Annähernd oval. Dm. ca. 70 × 40 m; H. über umgebendem Gelände ca. 1,5 m. Eingedruckt in Kurhann. Landesaufnahme (1781). | 28954602 | BW   |
| 53° 22′ 25″ N, 10° 15′ 50″ O | Tönnhausen 22, Wurt  | Annähernd oval. Dm. ca. 60 × 30 m; H. über umgebendem Gelände ca. 1,3 m. Eingedruckt in Kurhann. Landesaufnahme (1781). | 28954603 | BW   |
| 53° 22′ 21″ N, 10° 15′ 41″ O | Tönnhausen 23, Wurt  | Annähernd oval. Dm. ca. 35 × 20 m; H. über umgebendem Gelände bis 1,5 m. Eingedruckt in Kurhann. Landesaufnahme (1781). | 28954604 | BW   |
| 53° 22′ 20″ N, 10° 15′ 43″ O | Tönnhausen 24, Wurt  | Annähernd oval. Dm. ca. 30 × 20 m; H. über umgebendem Gelände ca. 0,8 m. Eingedruckt in Kurhann. Landesaufnahme (1781). | 28954605 | BW   |
| 53° 22′ 16″ N, 10° 15′ 51″ O | Tönnhausen 25, Wurt  | Bebaut, deutlich über Straßenhöhe, gut 1,0 m zur Straße mit Stützmauer abgegrenzt. Ehemals in Deichlage; jetzt Dm. ca. 30 × 20 m. Eingedruckt in Kurhann. Landesaufnahme (1781). | 28952364 | BW   |
| 53° 22′ 56″ N, 10° 15′ 52″ O | Tönnhausen 26, Deich | Historischer Deichzug, nördl. von Tönnhausen, entlang des N-Ufers des Baches „Fleeth“, als „Hachholz-Deich“ auf einer Karte aus dem Jahre 1786 geführt. L. in der Gmkg. ca. 1,9 km | 28952332 | BW   |
| 53° 23′ 25″ N, 10° 16′ 10″ O | Tönnhausen 27, Deich | Historischer Deichzug zwischen altem Elbdeich im W und Krümser Achterdeich im O. Name: „Drennhäuser Hinterdeich (Achterdeich)“. L. in der Gmkg. ca. 1,6 km. | 28952333 | BW   |
| 53° 22′ 16″ N, 10° 15′ 48″ O | Tönnhausen 31, Wurt  | Bebaut, deutlich über Straßenniveau. Annähernd oval, Dm. ca. 40 × 30 m., H. über umgebendem Gelände ca. 1,3 m. | 28952365 | BW   |
| 53° 22′ 16″ N, 10° 15′ 54″ O | Tönnhausen 33, Wurt  | Bebaut, deutlich über Straßenniveau. Annähernd oval, Dm. ca. 40 × 20 m; H. über umgebendem Gelände bis 1,0 m. | 28952367 | BW   |
| 53° 22′ 19″ N, 10° 15′ 44″ O | Tönnhausen 34, Wurt  | Bebaut, deutlich über Straßenhöhe, nicht sehr scharf gegen Nachbarn abgesetzt. Annähernd rund; Dm. ca. 30 m; H. über umgebendem Gelände ca. 1,3 m. Eingedruckt in Kurhann. Landesaufnahme (1781). | 28952368 | BW   |

## Winsen (Luhe)
| Lage                         | Bezeichnung                    | Beschreibung | ID       | Bild           |
| ---------------------------- | ------------------------------ | --- | -------- | -------------- |
| 53° 21′ 47″ N, 10° 12′ 16″ O | Winsen-Luhe 11, Schloss Winsen | Ehemalige Wasserburg, später zu einem Schloss umgebaut. Erhalten ist ein dreigeschossiger, U-förmiger, nach W offener Backsteinbau. An der NNW- und SSO-Seite des Schlosses befindet sich jeweils ein Teich, hierbei handelt es sich um Reste des ehemaligen Wassergrabens. | 28952214 | Weitere Bilder |
| 53° 21′ 57″ N, 10° 12′ 4″ O  | Winsen-Luhe 23, Deich          | Historischer Deichzug zwischen der Mündung der Ilmenau (früher Aue) in die Elbe und Winsen, S-Teil entlang des W Luheufers. Alter Name: Im Norden „Aue-Deich“, im Osten „Luhe-Deich“, heute: Stöckter Deich.                                                                | 28952213 | BW             |